# Bội ước
Bội ước (tiếng Anh: perjury) là hành động cố ý làm trái với lời thề (hoặc xác nhận) sẽ nói sự thật trong thủ tục tư pháp chính thức.
Người bị kết tội bội ước phải vừa có chủ ý, lại phải vừa đã thực hiện hành vi mới có thể bị kết tội. Những phát ngôn hoàn toàn đúng với sự thật, dù cấu thành lược bỏ chi tiết, không bị coi là bội ước, và việc nói dối về những việc không liên quan đến thủ tục tư pháp cũng không tính là bội ước. Những phát ngôn liên quan đến nhận thức cá nhân về sự thật cũng không được tính là bội ước, bởi lẽ việc vô tình kết luận sai hoặc mắc sai lầm mà không có ác ý hoàn toàn có thể sảy ra. Một người có thể có nhận thức hoàn toàn thành thật nhưng có sai sót về sự thực, hoặc trí nhớ có thể sai sót, hoặc là có nhận thức khác về cách nói ra sự thật.
Ở một số vùng lãnh thổ, việc nói sai sự thật (dù cố tình hay vô ý) khi đã qua lời thề không cấu thành tội phạm. Thay vào đó, đối tượng chỉ phải chịu trách nhiệm hình sự ngay sau khi đối tượng khẳng định rằng những phát ngôn đó là sự thật, và những phát ngôn này quan trọng đến kết cục của thủ tục. Ví dụ, nếu tuổi tác của một người không quan trọng đến việc quyết định kết cục của thủ tục (ví dụ như việc đủ tuổi nhận phúc lợi xã hội khi nghỉ hưu hay đủ tuổi có tư cách pháp lý), thì việc nói dối về tuổi tác không tính là bội ước.
Bội ước được coi là tội phạm nghiêm trọng, bởi lẽ hành động này có thể làm ảnh hưởng phán quyết của tòa án, gây ra oan sai. Ở Canada, tội bội ước có mức phạt tù không quá 14 năm. Tội bội ước cũng là tội phạm hình sự tại Anh và xứ Wales, và mang khung hình phạt tiền, tù giam không quá 7 năm, hoặc cả hai. Ở Hoa Kỳ, luật liên bang liệt tội bội ước vào nhóm trọng tội, và có thể bị phạt tù nhiều nhất là 5 năm. Đặc biệt, luật hình sự của bang California cho phép tội bội ước bị áp hình phạt tử hình nếu hành vi gây ra việc tử hình nhầm người vô tội. Hành vi bội ước gây ra (hoặc có mục đích) gây ra tử hình oan người vô tội được coi là tội giết người hoặc cố giết người, và hầu hết các quốc gia còn giữ hình phạt tử hình cho phép áp hình phạt tử hình cho hành vi này. Ở hầu hết các tiểu bang Hoa Kỳ, tội bội ước là trọng tội, tuy nhiên tỉ lệ khởi tố vì tội này khá thấp.
Kể cả không qua lời thề (hay xác nhận) trước người có thẩm quyền, các quy định về tội bội ước vẫn áp dụng với các phát ngôn trong các trường hợp có thể bị khép tội bội ước (tiếng Anh: under penalty of perjury). Một ví dụ là tờ khai thuế Hoa Kỳ; theo luật định, tờ khai này phải được ký xác nhận là chính xác và đúng sự thật, và người khai có thể bị khép tội bội ước nếu sai lệch. Theo luật liên bang Hoa Kỳ, người bị kết tội vì khai sai sự thật tờ khai thuế này có thể bị phạt cao nhất là 3 năm tù.